# The National (CBC)
The National ist eine nationale Nachrichtensendung der Canadian Broadcasting Corporation (CBC). Sie berichtet über die wichtigsten täglichen nationalen und internationalen Themen. Die Ausstrahlung erfolgt von Sonntag bis Freitag um 22.00 Uhr. Am Sonnabend erfolgt die Ausstrahlung um 18.00 Uhr.
Die Sendung kann, wie viele weitere Nachrichtensendungen auf der Webseite von CBC, per Stream abgerufen werden.